# Lomelosia simplex
Lomelosia simplex es una especie de planta anual de la familia de las caprifoliáceas anteriormente era llamada Scabiosa simplex.

## Descripción
Planta de algo más de un metro; anual, tallos erectos, simples o a veces ramificados en la base, provistos de indumento de pelos curvos. Hojas lanceoladas o espatuladas, con pelos en ambas caras de la hoja, abundantes en márgenes y envés. Las hojas inferiores dentadas.  Capítulos de hasta 35 mm de diámetro en la antesis (floración), con pedúnculo muy largo, de hasta 30 cm, corola azulada, flores desiguales, las periféricas de mayor tamaño. Anteras 1-3,2 mm, rosadas o de un blanco rosado. Fruto en aquenio

## Hábitat y distribución
Baldíos y barbechos, arcenes y bordes de camino, en substratos calcáreos, margosos o yesosos, algo nitrificados
Presente en Portugal, España (aunque es rara en el norte), Argelia y Marruecos.

## Taxonomía
Basónimo: Scabiosa simplex Desf. publicado en Fl. Atlant. 1: 125. (1798).
- Lomelosia simplex subsp. simplex Raf. publicado en Fl. Tellur. 4: 95. (1836).

## Sinonimia
- Asterocephalus simplex (Desf.) Spreng.
- Scabiosa monspeliensis var. lineariloba Boiss., 1840
- Scabiosa simplex Desf. basonimo
- Scabiosa stellata subsp. simplex (Desf.) Cout.
- Scabiosa stellata var. simplex (Desf.) Coult.